# 茂山千五郎 (14世)
十四世茂山 千五郎（しげやま せんごろう、1972年（昭和47年）7月7日  - ）は、狂言方大蔵流の能楽師。五世茂山千作（十三世茂山千五郎）の長男。狂言方の名跡・「茂山千五郎」の当世、茂山千五郎家14代目当主（2016年 - ）、京都府文化賞功労賞受賞者、重要無形文化財保持者（総合認定）。本名は茂山 正邦（しげやま まさくに）。

## 人物
1972年、茂山正義（五世千作・十三世千五郎）の長男として生まれる。父、祖父四世茂山千作、曽祖父 三世茂山千作に師事。1976年、「以呂波」のシテで初舞台。
東山高等学校卒業、立命館大学中退。1989年に「三番三」を披き、1993年に「花形狂言会」への入会と共に「釣狐」を披く。
1994年に若手能楽師の会として「心味の会（こころみのかい）」を浦田保浩・浦田保親（シテ方観世流）、谷口有辞（大鼓方石井流）、曽和尚靖（小鼓方幸流）とともに結成し、2009年の発展的解散まで、年一回の公演および狂言を含めた能楽の普及活動を行った。
2000年から2005年までは「心・技・体、教育的古典狂言推進準備研修錬磨の会=TOPPA!」を千三郎、宗彦、茂、逸平、童司（後の三世千之丞）と共に主催し、2006年からは「HANAGATA」を宗彦、茂、逸平、童司と共に再開、2020年以降は「Cutting Edge KYOGEN」と改称して活動している。
2004年に双子の息子竜正（たつまさ）と虎真（とらまさ）、2008年に三男鳳仁（たかまさ）が誕生している。竜正と虎真は、2009年に曾祖父の四世千作との親子四代共演を果たす形で初舞台を踏んだ。2015年から2024年までの10年間、弟の茂と共に次世代の育成のため「傅之会（かしずきのかい）」を主催、子どもたちに舞台の経験を積ませ、同世代の子どもにも見てもらいやすい価格設定としている。
2011年からは落語家の桂よね吉との2人会「笑えない会」を開催し、落語と狂言それぞれで、必ずしも笑いの多くない作品、技量的に難易度の高い作品などを演じている。
2016年、当主名である「茂山千五郎」を十四世として襲名した。2017年に、日本能楽会会員（重要無形文化財保持者総合認定）となる。
1998年、大阪市咲くやこの花賞受賞。2005年、文化庁芸術祭新人賞受賞。2008年、京都府文化賞奨励賞受賞。2025年、京都府文化賞功労賞受賞。

## 著書
- 『千五郎の勝手に狂言解体新書』春陽堂書店 2021年

## 出演
NHK大河ドラマ・青天を衝け（2021年） 